# Солдат королевы Мадагаскара (фильм, 1958)
«Солдат королевы Мадагаскара» (пол. Żołnierz królowej Madagaskaru) — польский музыкальный фильм, комедия 1958 года.

## Сюжет
Сатурнин Мазуркевич — вдовец с ребёнком, адвокат из Радома. Он приезжает в Варшаву, чтобы жениться на молоденькой Сабинке, воспитаннице его знакомых, Монцких. Девушка любит Владека, сына её покровителей. Однако Владислав (Владек) Монцкий любит знаменитую певицу, Камиллу, в которую влюблён и его дядя, которого тоже зовут Владислав Монцкий. Сатурнин Мазуркевич это всё не очень понимает (и тоже влюбляется в роковую Камиллу), а действия его и его сынишки Казя вызывают большую суматоху в семье Монцких.

## В ролях
- Тадеуш Фиевский — Сатурнин Мазуркевич, адвокат из Радома
- Анна Лубеньская — Камилла
- Барбара Квятковская-Ласс — Сабинка Леменцкая
- Ирена Квятковская — Анеля Леменцкая, мать Сабинки
- Игнацы Гоголевский — Владек Монцкий
- Халина Дрохоцкая — Марцьянна Монцкая, мать Владека
- Анджей Щепковский — Владислав Монцкий, дядя Владека
- Ярема Стемповский — Гжегож, лакей Монцких
- Людвик Бенуа — начальник железнодорожной станции в Радоме / голос директора «Аркадии»
- Стефан Бартик — служащий в «Аркадии»
- Ядвига Бараньская — дама, едящая пирожное в «Аркадии»
- Богуслав Сохнацкий — мужчина в пивной
- Казимеж Брусикевич — официант в гостинице
- Эугениуш Каминьский — гость
- Ежи Вальчак — поклонник Камиллы
- Леонард Петрашак